# Gare de Crayford
La gare de Crayford (en anglais : Crayford railway station), est une gare ferroviaire de la Dartford Loop Line (en), en zone 5 Travelcard. Elle  est située sur la Lower Station Road à Crayford, dans le borough londonien de Bexley, sur le territoire du Grand Londres.
C'est une gare Network Rail desservie par des trains Southeastern.

## Situation ferroviaire
Établie à 7 mètres d'altitude, La gare de Crayford est située sur la Dartford Loop Line (en), entre les gares de Bexley, en direction du terminus Hither Green, et de la  gare de Dartford (en), terminus de la ligne. Elle dispose de deux voies encadrées par deux quais latéraux.

Plans : de la ligne et du réseau des transports à Londres
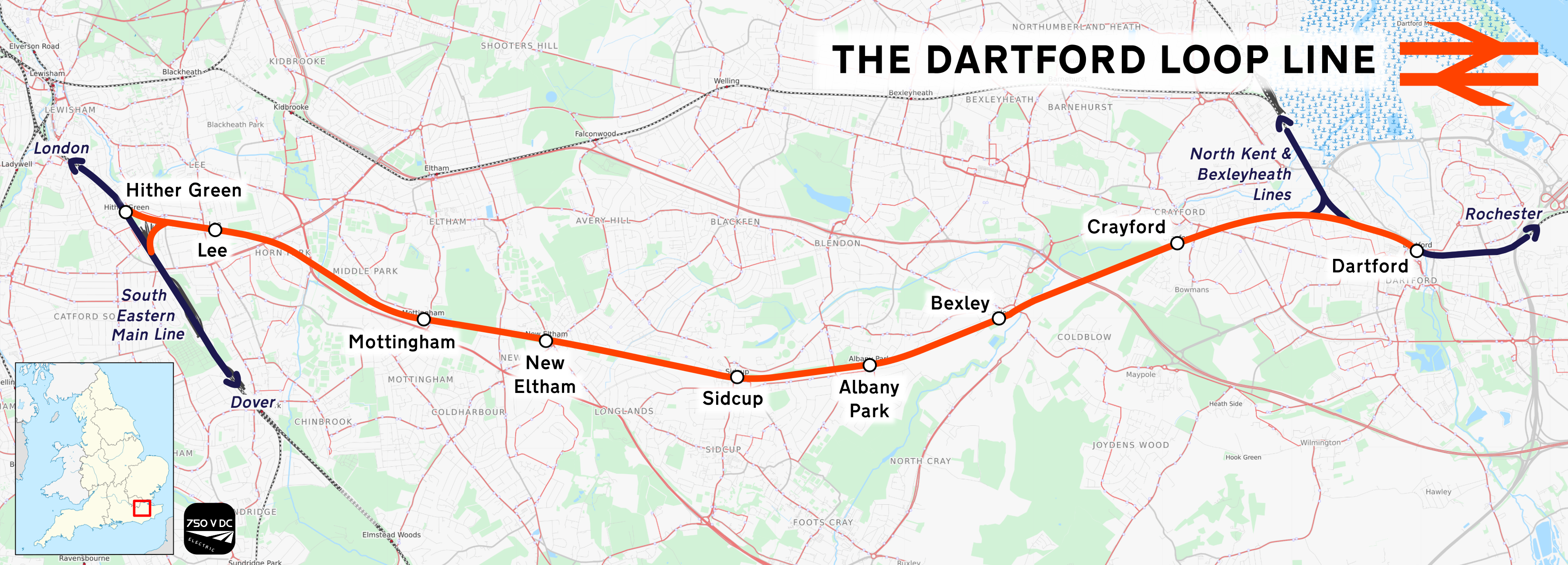
Dartford Loop Line.
Réseaux de Londres.

## Histoire
La gare de Crayford est mise en service le 1er septembre 1866.

## Service des voyageurs

### Accueil
La gare dispose d'une entrée principale sur la Lower Station Road à Crayford.

### Desserte
La gare de Crayford est desservie par : des trains Southeastern en provenance ou à destination des gares de : Cannon Street, Charing Cross, Gravesend et Woolwich Arsenal.

Installations
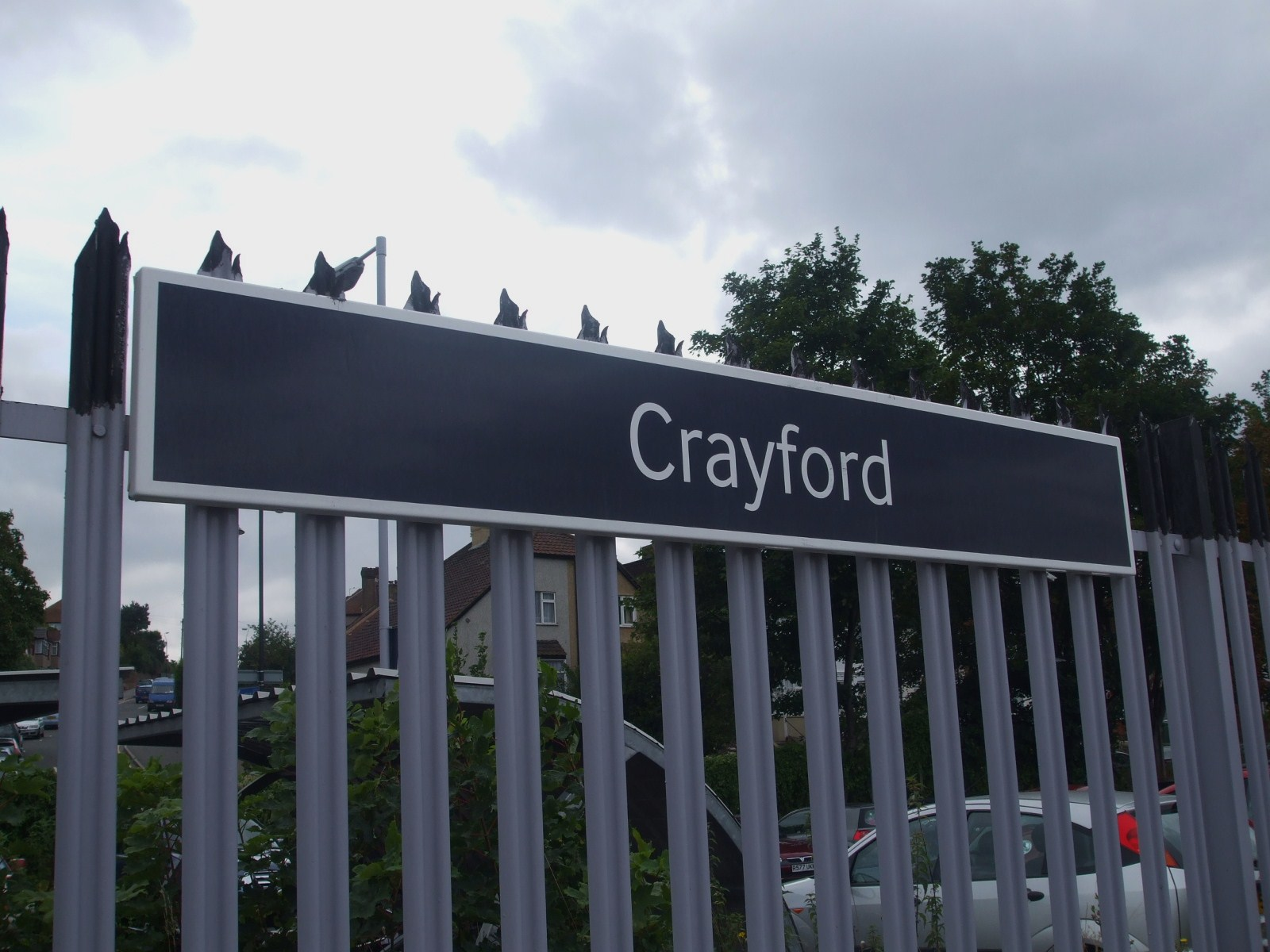
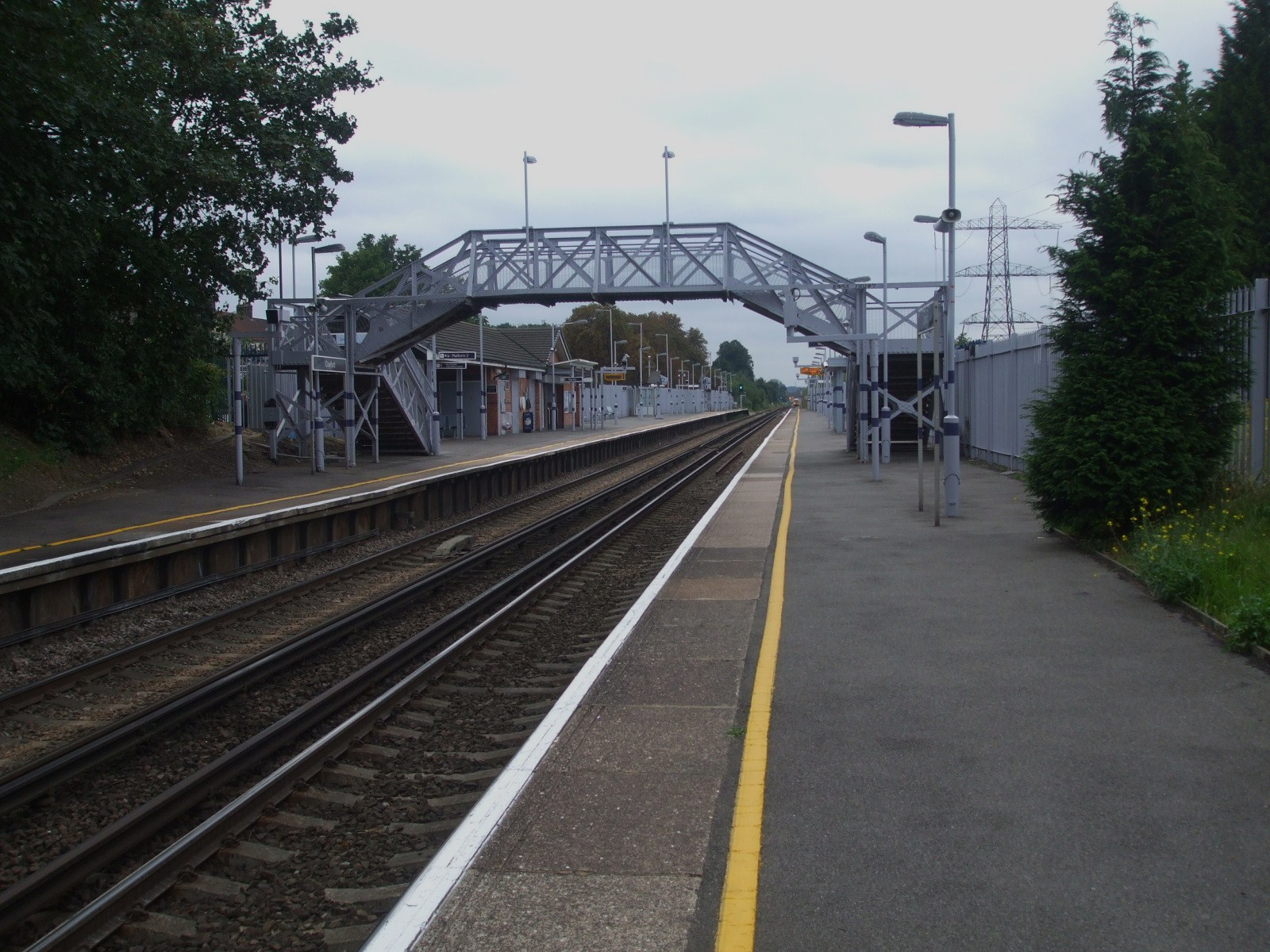
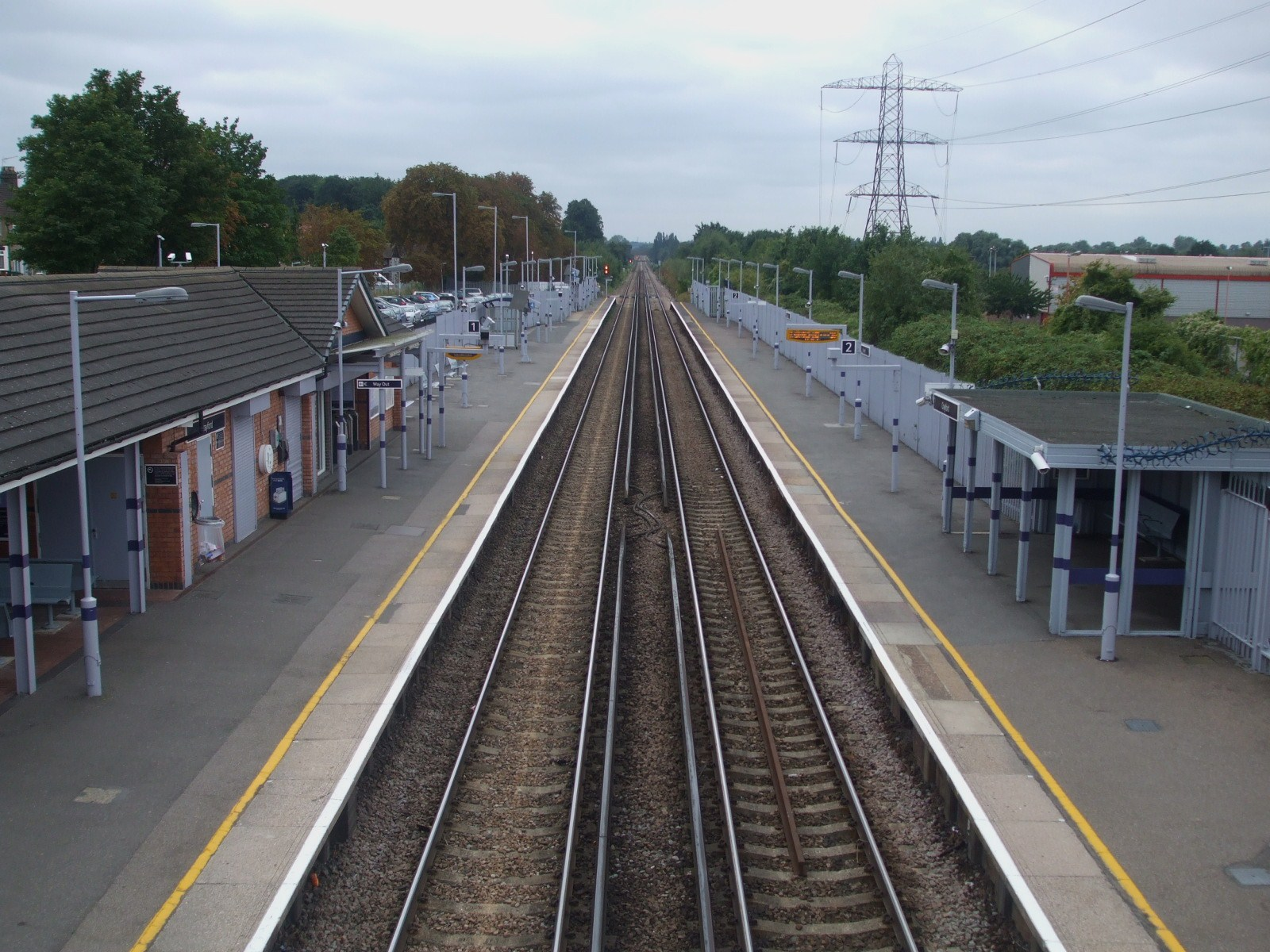

### Intermodalité
Elle est desservie par des autobus de Londres de la ligne 492.